# Rafael Soto Andrade
Rafael Soto (* 14. Oktober 1957 in Jerez de la Frontera, Spanien) ist ein spanischer Reiter und nahm an drei Olympischen Sommerspielen im Dressurreiten teil und gewann dort eine Silbermedaille.

## Jugend
Rafael Soto Andrade wurde am 14. Oktober 1957 in Jerez de la Frontera in Spanien in eine Reiterfamile geboren. Sowohl sein Vater und sein Großvater waren Berufsreiter, so dass er schon früh mit Pferden in Kontakt kam. Mit 18 Jahren begann er seine Lehre an der Königlich-Andalusische Reitschule in Jerez de la Frontera, wo er 1986 als Berufsreiter angestellt wurde.

## Laufbahn
1995 nahm Rafael Soto auf Flamenco an den Europameisterschaften Bad Mondorf in Luxemburg teil und rangierte mit der spanischen Equipe auf Platz sechs. Bei den olympischen Spielen 1996 in Atlanta platzierte sich Rafael Soto auf seinem Schimmelhengst Invasor mit dem spanischen Team auf Rang sieben und 2000 erreichte er auf Invasor in Sydney Platz fünf mit der Equipe aus Spanien.
Bei den Weltreiterspielen 2002, die in seiner Heimat in Jerez de la Frontera in Spanien stattfanden, gewann Rafael Soto auf dem Andalusier Invasor mit der spanischen Equipe, bestehend aus Beatriz Ferrer-Salat, Juan Antonio Jiménez und Ignacio Rambla Algarín die Bronzemedaille.
Rafael Soto wurde 2003 auf Invasor Vizeeuropameister mit der Spanischen Equipe in Hickstead und gewann 2003 und 2004 beim Internationalen Pfingstturnier in Wiesbaden zwei Mal die Grand Prix Kür mit Invasor.
Er gewann Olympischen Sommerspielen 2004 in Athen im Sattel von Invasor die Silbermedaille mit der Equipe, zusammen mit Beatriz Ferrer-Salat, Juan Antonio Jiménez und Ignacio Rambla Algarín in der Dressur. Im Einzelwettbewerb, der aus Grand Prix, Grand Prix Special und der Kür bestand, belegte er auf dem 1989 geborenen Invasor in der Kür mit 79.025 Punkten Rang vier, hinter Anky van Grunsven, Isabell Werth und Ulla Salzgeber und in der Einzel-Gesamtwertung belegte Platz sieben.
Im Jahr 2013 wurde er von der Königlichen Spanischen Reiterlichen Vereinigung (spanisch: Real Federación Hípica Española) zum technischen Berater für Dressur ernannt.